# Tick, Tick… BOOM!
Tick, Tick… BOOM! (offizieller Schriftzug tick, tick… BOOM!) ist ein Musical des amerikanischen Komponisten Jonathan Larson (bekannt durch Rent). Tick, Tick… Boom erzählt die Geschichte des aufstrebenden Komponisten Jon, der im Jahr 1990 in New York lebt. Die Geschichte ist autobiographisch, wie Larsons Vater im Booklet der Cast Recording schreibt.
Larson begann das Stück als Solo-Arbeit im Jahre 1990. Nach seinem Tod 1996 wurde es von dem Dramatiker David Auburn als drei Personen-Stück überarbeitet und hatte seine Premiere 2001 am Off-Broadway. Seitdem gab es eine London Produktion, eine US-amerikanische Tournee und zahlreiche weitere Produktionen.

## Geschichte
Tick, Tick… Boom  wurde zunächst im September 1990 Off-Off-Broadway im Second Stage Theatre und im New York Theatre Workshop sowie The Village Gate (November 1991) aufgeführt. Larson zeigte die Show als rock monologue, zu dieser Zeit eine völlig neue Form des Theaters. Das Stück erregte die Aufmerksamkeit des jungen Produzenten Jeffrey Seller, der von nun an ein Fan von Larsons Arbeit wurde. 1995 sah er die New York Theatre Workshop Produktion von Rent und beschloss, dieses an den Broadway zu bringen.
Nach Larsons Tod 1996 beauftragte die Produzentin Victoria Leacock David Auburn, den Autor des mit dem Pulitzer-Preis ausgezeichneten Stückes Proof, mit der Überarbeitung von Tick, Tick… Boom. Auburn konzipierte den Monolog als ein Drei-Personen-Musical. Ein Darsteller übernimmt die Rolle des Jon und die anderen beiden neben Susan und Michael alle weiteren Rollen des Stückes. Außerdem wurden das Libretto und die Partitur gestrafft und überarbeitet. Diese neue Version des Stückes wurde am 23. Mai 2001 off-Broadway im Jane Street Theatre uraufgeführt.

## Inhalt
Jon ist ein aufstrebender Musical-Komponist und lebt in SoHo, New York. Er steht kurz vor seinem dreißigsten Geburtstag und sorgt sich über das Altern und seine bisherigen Leistungen und arbeitet notgedrungen als Kellner. Michael, Jons bester (homosexueller) Freund, gab die Schauspielerei für einen lukrativen Job in der Marktforschung auf. Seine Freundin Susan ist Tänzerin und unterrichtet „reiche und unbegabte Kinder“ in Ballett.
Jon setzt sehr große Hoffnungen in sein neues Musical Superbia, dessen Workshop-Premiere unmittelbar bevorsteht. Während Susan mit Jon lieber aufs Land ziehen und eine Familie gründen möchte, ist für Jon klar, dass er es nur an den Broadway schaffen kann, wenn er in New York bleibt. Während Michael es durch seinen neuen Job zu einem gewissen Wohlstand gebracht hat, ist Jon bereit alle Entbehrungen auf sich zu nehmen, um an seinem großen Traum festhalten zu können.

## Songs
- 30/90 — Jon, Susan, Michael
- Green Green Dress — Jon, Susan
- Johnny Can’t Decide — Jon, Susan, Michael
- Sunday — Ensemble
- No More — Michael, Jon
- Therapy — Jon, Susan
- Times Square - Jon
- Real Life — Jon, Susan, Michael
- Sugar — Jon, Karessa
- See Her Smile — Jon
- Superbia Intro - Instrumental
- Come to Your Senses" — Karessa
- Why — Jon
- 30/90 Reprise - Jon
- Louder Than Words — Jon, Susan, Michael

Anmerkungen
- Sunday, Jons Song im Café, basiert auf dem Finale des ersten Aktes von Sunday in the Park with George von Stephen Sondheim. Larson schrieb es als eine humorvolle Hommage an Sondheim, einer seiner stärksten musikalischen Einflüsse.
- Eine weitere Anspielung auf Sondheim findet sich in Why. Es enthält neben einem Zitat aus West Side Story den gleichen Tritonus, der durch den West Side Story Song Maria bekannt geworden ist.
- Die Titel Superbia Intro und Come to Your Senses stammen ursprünglich aus Larsons früherem Musical Superbia.
- Auf der Cast-Recording befindet sich als weiterer Track der Song Boho days, eine von wenigen veröffentlichten Aufnahmen mit Larsons Stimme. Sie stammt von einem Demo-Tape, das Larson während der Arbeit an Tick, Tick, Boom… aufnahm.

## Produktionen (Auswahl)
- 2001 Off-Broadway Premiere (Jane Street Theatre): Jon: Raúl Esparza / Joey McIntyre, Michael: Jerry Dixon, Susan: Amy Spanger / Molly Ringwald / Natascia Diaz, Regie: Scott Schwartz, Choreographie: Christopher Gatelli
- 2003 Amerika Tournee (u. a. in Dallas, Ft. Lauderdale, Palm Beach, East Lansing, Michigan, Philadelphia, Baltimore, Minneapolis, Hershey, Pennsylvania, Nashville, Washington DC, Pittsburgh, Chicago und Boston): Jon: Christian Campbell, Michael: Wilson Cruz, Susan: Nicole Ruth Snelson, Regie: Scott Schwartz
- 2005 London Premiere  (Menier Chocolate Factory): Jon: Neil Patrick Harris / Christian Campbell, Michael: Tee Jaye, Susan: Cassidy Janson, Regie: Scott Schwartz
- 2005 Kanada Premiere  (Poor Alex Theatre Toronto): Jon: Dean Armstrong, Michael: Michael Dufays, Susan: Daphne Moens, Regie: Mario D'Alimonte
- 2009 London West End Premiere  (Duchess Theatre): Jon: Paul Keating, Michael: Leon Lopez, Susan: Julie Atherton, Regie: Hannah Chissick
- 2003-2004 Europa Premiere (Freilichtbühne Pécs, Ungarn): Jon: Attila Németh, Michael: István Fillár / Tamás Gregorovics, Susan: Lilla Polyák. Regie: Tamás Balikó, Musikalische Leitung: Zoltán Bókai
- 2007 Dänemark Premiere: Jon: Mads Æbeløe Nielsen, Michael: Thomas Bay Pedersen, Susan: Christina Elisabeth Mørkøre, Regie: Jens Frausing
- 2009 Mexiko Premiere (Teatro Rafael Solana): Jon: Marco Anthonio, Michael: Beto Torres, Susan: Natalia Sosa
- 2010 Deutschland Premiere (11. März in der Aula des Europagymnasium Kerpen bei Köln): Jon: Oliver Morschel / Daniel Wichmann, Michael: Sascha Odendall / Joshua Vithayathil, Susan: Marina Schmitz / Michaela Berg, Regie: Barbara Franck / Marco Maciejewski, Musikalische Leitung: Philipp Polzin[1]
- 2012 Schweiz Premiere (8. März in der Aula des Gymnasiums Oberwil, Oberwil bei Basel): Jon: Adriano Leanza Michael: Anthony Hehir, Susan: Lea - Sina Bühler, Regie/Musikalische Leitung: Tobias Stückelberger, Choreographie: Anneke Brunekreeft
- 2014 Theater Sellawie Enns (6. März im Schlosskeller); österreichische Erstaufführung, Deutsche Übersetzung: Sebastian Brummer; Jon: Marcel-Philip Kraml; Michael: Rafael Albert; Susan: Glenna Weber; Regie: Sebastian  Brummer; musikalische Leitung Daniel Große Boymann[2]